# William S. Burroughs Jr.
William Seward Burroughs III, známější jako William S. Burroughs Jr. nebo Billy Burroughs, (21. července 1947 – 3. března 1981) byl americký romanopisec.

## Život
Narodil se v texaském městě Conroe. Byl pravnukem vynálezce Williama Sewarda Burroughse I a synem spisovatele Williama Sewarda Burroughse II. Jeho matkou byla Joan Vollmer. Oba jeho rodiče užívali drogy. V roce 1951 Burroughs II před synovýma očima zastřelil jeho matku. Ve svých pěti letech začal žít u svých prarodičů. Od nich odešel ve třinácti. Později byl sám závislý na drogách a alkoholu. Dne 2. března 1981 byl nalezen podchlazený, vyčerpaný a opilý v příkopu u dálnice ve floridském městě DeLand. Náhodný kolemjdoucí jej vzal do nemocnice, kde však následujícího dne ve věku třiatřiceti let zemřel na akutní gastrointestinální krvácení spojené s mikronodulární cirhózou. Byl zpopelněn a popel pohřben v coloradském Boulderu.

## Dílo
Svůj první román nazvaný Speed vydal v roce 1970. Jde o autobiografický román zabývající se detaily ze života osoby závislé na metamfetaminu. O tři roky později vydal knihu Kentucky Ham. Později pracoval na knize Prakriti Junction, která však zůstala nedokončená.